# Грейс (Айдахо)
Грейс (англ. Grace) — місто в окрузі Карібу, штат Айдахо, США. Згідно з переписом 2010 року населення становило 915 осіб, що на 75 осіб менше, ніж 2000 року.

## Географія
Грейс розташований за координатами 42°34′31″ пн. ш. 111°43′51″ зх. д. / 42.57528° пн. ш. 111.73083° зх. д. (42.575181, -111.730727).  За даними Бюро перепису населення США в 2010 році місто мало площу 2,55 км², з яких 2,55 км² — суходіл та 0,00 км² — водойми.

## Демографія

### Перепис 2010 року
За жаними перепису 2010 року, у місті проживало 915 осіб у 366 домогосподарствах у складі 266 родин. Густота населення становила 356,8 ос./км². Було 400 помешкань, середня густота яких становила 156,0/км². Расовий склад міста: 96,9% білих, 0,1% афроамериканців, 0,4% індіанців, 0,1% азіатів, 0,1% тихоокеанських остров'ян, 1,5% інших рас, а також 0,8% людей, які зараховують себе до двох або більше рас. Іспанці та латиноамериканці незалежно від раси становили 4,2% населення.
Із 366 домогосподарств 33,6% мали дітей віком до 18 років, які жили з батьками; 62,0% були подружжями, які жили разом; 5,7% мали господиню без чоловіка; 4,9% мали господаря без дружини і 27,3% не були родинами. 24,6% домогосподарств складалися з однієї особи, в тому числі 13,7% віком 65 і більше років. У середньому на домогосподарство припадало 2,50 мешканця, а середній розмір родини становив 3,00 особи.
Середній вік жителів міста становив 38,9 року. Із них 26,3% були віком до 18 років; 6,1% — від 18 до 24; 23,3% від 25 до 44; 25,9% від 45 до 64 і 18,5% — 65 років або старші. Статевий склад населення: 52,3% — чоловіки і 47,7% — жінки.
Середній дохід на одне домашнє господарство  становив 59 652 долари США (медіана — 54 211), а середній дохід на одну сім'ю — 67 207 доларів (медіана — 65 833). Медіана доходів становила 45 938 доларів для чоловіків та 31 750 доларів для жінок. За межею бідності перебувало 6,5 % осіб, у тому числі 2,8 % дітей у віці до 18 років та 2,0 % осіб у віці 65 років та старших.
Цивільне працевлаштоване населення становило 369 осіб. Основні галузі зайнятості: освіта, охорона здоров'я та соціальна допомога — 23,6 %, виробництво — 16,3 %, сільське господарство, лісництво, риболовля — 15,4 %.

### Перепис 2000 року
За даними перепису 2000 року, в місті проживало 990 осіб у 364 домогосподарствах у складі 274 родин. Густота населення становила 386,1/км². Було 389 помешкань, середня густота яких становила 151,7/км². Расовий склад міста: 95,56% білих, 0,20% індіанців, 3,33% інших рас і 0,91% людей, які зараховують себе до двох або більше рас. Іспанці та латиноамериканці незалежно від раси становили 4,95% населення.
Із 364 домогосподарств 35,2% мали дітей віком до 18 років, які жили з батьками; 64,3% були подружжями, які жили разом; 6,3% мали господиню без чоловіка, і 24,5% не були родинами. 23,4% домогосподарств складалися з однієї особи, в тому числі 14,8% віком 65 і більше років. У середньому на домогосподарство припадало 2,72 мешканця, а середній розмір родини становив 3,21 особи.
Віковий склад населення: 31,4% віком до 18 років, 6,9% від 18 до 24, 23,8% від 25 до 44, 22,5% від 45 до 64 і 15,4% років і старші. Середній вік жителів — 36 років. Статевий склад населення: 50,8 % — чоловіки і 49,2 % — жінки. 
Середній дохід домогосподарств у місті становив $32 303, родин — $39 306. Середній дохід чоловіків становив $33 214 проти $14 306 у жінок. Дохід на душу населення в місті був $13 452. Приблизно 5,7% родин і 7,0% населення перебували за межею бідності, включаючи 6,8% віком до 18 років і 11,7% від 65 і старших.